# 喧嘩番長5 漢の法則
『喧嘩番長5 漢の法則』（ケンカバンチョウ ファイブ オトコのルール）は、2011年1月27日にスパイクから発売されたPlayStation Portable用アクションアドベンチャーゲーム。CERO12歳以上対象。

## ストーリー
前作から2年後の話で、舞台は様々な地区がひしめき合う阿弥浜沿線という地域。この地域の覇権をめぐり5つの高校と3チームが一触即発状態にある。主人公は、その阿弥浜沿線の中の一つにある鶴目地区の高校に転校生としてやってくる。売られた喧嘩は拒まない故に、やがて主人公は8つの勢力の戦争へと巻き込まれていく。
また、追加シナリオで主人公以外のキャラクターを扱う外伝ストーリーがある。
キャッチコピーは拳で紡げ 漢たちの絆。

## 各勢力・登場人物
主人公の名前、全てのキャラクター、高校名が名前変更が出来る。

### 鶴目高校
主人公が転校してくる鶴目地区にある巨大なマンモス校。昔ながらの不良文化を受け継ぐ風習はない。高津昇吾と進藤大志の2トップによる派閥争いが起こっている。普通科の他、球技や陸上、格闘技など、さまざまな運動競技の特待生が集まるスポーツ科がある。
成瀬 直人（なるせ なおと）
本作の主人公。名前はデフォルトであり変更可能。
前作同様髪型や服装もプレイヤーの好みで変更が可能だが、各種イラストなどでは金髪の「センターバック」に腕まくりセミ短、チェーンの付いたルーズストレートと言った容姿で描かれている。
他地域から転校してきた普通科3年生。竹を割ったような性格であり損得を考えずに生きている。友情に厚く、おせっかいな性格で不要な喧嘩に巻き込まれることが多々あり、転校した理由も痛めつけられた友人を見てついカッとなってやり過ぎた為であり、その詳細は前日談の漫画にて語られている。喧嘩は絶対に買う主義であり、誰が相手でも容赦は無い。孤独を好む。超気合技は「ジョー・クラッシュ」。
高津 昇吾（たかつ しょうご）
のんびり屋の一匹狼。普通科3年生。進藤と対立関係にある。来る者は拒まず、去る者は追わないという考えの持ち主。面倒ごとは嫌いだが頼まれることには拒否はしない性格。思ったことを口に出し、行動に移すが空気を読めない発言をする。端正なルックスで女子に人気がある。外伝ストーリーではプレイヤーとして扱える。袂を分けた進藤と一線を引いていたものの、成瀬との共闘を通して進藤との和解を望み、彼を探すため白金地区へ赴く。当の進藤は各勢力に因縁をつけており、最終的にはK.M.Aに捕まり、大須賀によって倒された為、大須賀とタイマンのうえで進藤の仇を取った。進藤の不満を受け入れ、次に学校で会った時に決着をつける事を約束し、鶴目高校の校庭にて他の生徒が見守る中で進藤との決着をつけ、和解した。そのすぐ後に登場した成瀬に、進藤ともども「俺に負けたやつ」呼ばわりされた事で、「卒業までにアイツをやっちまおう」と進藤と誓いを立てた。超気合技は「鶴目の魂（つるめソウル）」。
進藤 大志（しんどう たいし）
昔は「いい奴」であったが、現在はひねくれ者で冷めた性格。普通科3年生。過去に高津とモメて以来対立している。自分の舎弟には高津に近づくなと命令するほど彼を嫌っている。元々、高津とは負け知らずのコンビであったが、常に自分の前に行く高津に次第に劣等感を抱くようになり、単独で外関と戦いに行き窮地に陥った際に高津に助けられたことでその思いが爆発、高津と袂を分けた。成瀬・高津らに負けてからは、その恐怖支配から逃れるように配下が抜けていき、自暴自棄になって各地で因縁をつけて回った。また助けに来た高津にそれまでの思いをぶつけ、高津からの決着の申し出を受け入れ、鶴目高校の校庭で生徒たちが見守る中で高津に敗北、和解した。超気合技は「トルネードソバット」。
矢沢 弘二（やざわ こうじ）
高津派の普通科2年生。モテる高津に憧れと嫉妬心を抱きつつも彼を慕っている。年下の面倒見がよく、先輩風を吹かせて慕われることが一番の喜びと感じている。作中では空気の読めない発言も多く、高津や菅原、若宮との会話中に余計なことを言って場を凍りつかせてしまうことも多い。超気合技は「顔面つぶし」。
菅原 雅人（すがわら まさと）
高津派の普通科1年生。飄々としているがじつは世話好きで、頼まれると断れない性格。同じ1年の進藤派の若宮とは昔からの友だち。超気合技は「不意打ちキック」。
若宮 友弘（わかみや ともひろ）
普通科1年生。菅原とは昔からの友達だがクールな進藤に惚れ込み進藤派へ。穏やかで無邪気な性格。ミーハーで権威に弱い。かなり進藤に憧れており無茶な振る舞いを見せることもある。しかし次第に進藤の振る舞いについていけなくなり、菅原の支援もあって高津派に寝返る。しかし進藤の事は思い続けており、高津の外伝では進藤の行方について答えられずにいたが、進藤を見つけて帰還した高津が進藤を下した可能性を考慮し、高津に進藤の仇討ちする覚悟を見せた。しかし登校してきた進藤が挨拶する自分を無視し、高津と戦い、和解したため、あっけにとられっぱなしだった。超気合技は「ラッキーパンチ」。
久保 信也（くぼ しんや）
スポーツ科の野球部主将で3年生。ポジションはピッチャー。気の荒いところがあり、短気ですぐに手が出てしまい後悔するタイプ。一直線で真面目な面もありキャプテンだけに責任感が強い。超気合技は「剛速球」。
足立 駿（あだち しゅん）
スポーツ科の野球部副主将で3年生。ポジションはキャッチャー。野球に関してクソ真面目に取り組んでおり勉強はできない。自分のためにだけに野球をしており、チームメイトですらライバル視するほど。自分の将来の邪魔になりそうな不良を嫌う。すぐに感情的になる主将の久保とは相性が悪い。超気合技は「カッタースライディング」。
浜口 宗太（はまぐち そうた）
スポーツ科で野球部。1年生の補欠でポジションは無し。レギュラーの座を手に入れるために雨の日でも走り込みを欠かさない努力家。体育会系らしく礼儀正しい漢でキャプテンである久保を尊敬し信頼しているが、彼と足立との確執が気になっている。超気合技は「全力疾走（フルスピード）」。
井出 貴紀（いで たかのり）
風紀委員の2年生。校内の風紀の乱れに常に目を光らせている。融通が利かず空手二段で強気な性格の為、誰であろうと引かず喧嘩も辞さないが、過去に高津に負けていて何か弱を握られている。超気合技は「秀才の片りん」。

### 外関工業高校
数年前までは統制のとれていない中堅の不良高校だったが現ヘッドの国井が入学し、彼の絶対的な統制により凶悪な群れへと変貌を遂げる。国井に続き、近隣中学から有名不良が多数入学し、現在では阿弥浜沿線でもトップを狙える位置にいるとささやかれている。校内では国井や赤松らによる恐怖体制が敷かれており、一度でも負けは許されず抗争での敗北は地位の陥落を意味する弱肉強食・実力主義の環境である。
国井 晃（くにい あきら）
現在の不良だらけの外関をシメている頭の3年生。近隣高校の頂点に立つことを目標にする。勝つために手段を選ばず、数の暴力で相手をねじ伏せるなどもする。決断力と判断力に長け、圧倒的な恐怖によるカリスマ性を持つ。超気合技は「外関の気合（がいかんハート）」。
赤松 涼介（あかまつ りょうすけ）
国井と並ぶ実力を持つ外関No.2の男。コーンロウのような髪型が特徴的。国井とは同世代でしのぎを削り合ってきた関係だが、現在は頭の位置を譲り2番手として支えている。冷静な判断力を持つ漢だが、ひとたび抗争になると先陣を切って大暴れする。超気合技は「強制土下座」。
飯塚 真樹（いいづか まき）
国井、赤松と比較しても遜色のない外関No.3。ウェーブがかった黒髪に金髪のメッシュを入れ、胸には太陽のトライバルタトゥーが彫られており、サングラスをかけた鋭い眼光の男。同世代の国井とは1年のころからそりが合わずやや距離を置いている。物静かで不気味、言葉数が少なく何を考えているのか読めない。超気合技は「ゴースト・フック」。
岸 考太郎（きし こうたろう）
外関2年生。福永のライバルであり親友で実力は互角。しかし頭のキレで彼に及ばず福永の舎弟という位置にいる。単純ゆえにしぶとくなかなか負けを認めようとしない性格。超気合技は「タッチダウン」。金髪の坊主頭で背がとても大きく横幅も広い。
福永 利之（ふくなが としゆき）
赤松を尊敬する2年生。キレやすさと容赦ないケンカスタイルは赤松並み。その気合いの姿勢は国井からも信頼されており次期ヘッドの有力候補の呼び声が高い。外伝ストーリーではプレイヤーとして扱える。成瀬らにより外関が撃破された事により国井が頭を下りる事になったが、その戦いでは外関の全メンバーが負けていたため次の頭の選抜が避けられ、バトルロワイヤルによる頭の選抜が行われる事になる。福永は勝ち残っていき、ついには国井をも撃破。外関の頭として、阿弥浜のトップ奪取への決意を新たにした。超気合技は「埋葬ストンピング」。
大沢 猛（おおさわ たけし）
1年をシメている実力者。目の下に傷を持つスカーフェイス。福永の中学時代の後輩で彼と岸のスカウトで入学。常に高慢で、先輩であろうが相手になめた態度を取る。超気合技は「前髪むしり」。
武藤 英隆（むとう ひでただ）
同じ1年の大沢の舎弟。黒髪に緑のメッシュが入った短髪と鼻の横のいぼが特徴。3年の飯塚とは家が近く、幼いころから知り合いで、彼に何かと目をかけてもらっている。言葉少なでつかみどころがない男だが、信義に厚い。超気合技は「狂気の沙汰」

### 紅南高校
前作の舞台となった高校。阿弥浜沿線最強の名をほしいままにしてきた不良のエリート校でいつの時代も近隣の高校に怖がられるほど。番長であった速水が学校を去ったため、現在は統率が取れていない状態にある。
八神 真（やがみ まこと）
紅南高校3年生。速水が紅南を去った後、トップ争いを勝ち抜き番長になる。高圧的な性格と言葉数の少なさで人望を得られていない。しかし内心は紅南を愛している様子。中学時代は喧嘩のエリートとして有名で周囲からは「死神」と呼ばれている。中盤で外関の強襲から学校を守るために重傷を負うも、成瀬らの最後の戦いに駆け付け、共闘した。小野田の外伝においては、かつての速水のように学校中の生徒をシメて将器を身に着けた小野田と戦い、速水の時のような満腔の思いで敗北する。そして小野田に「真の番長」の帰還を伝えた。超気合技は「絞首刑」。
千葉 照男（ちば てるお）
3年生。阿弥浜沿線の不良に詳しい情報屋。様々な情報を得るために危険なこともする。1年の時からお調子者で状況に合わせる柔軟性を持つ。現在は情報屋ブログを開設しており、そのブログでは阿弥浜沿線の勢力事情に関する情報や、強さ、カリスマ性を総合的に評価したポイント制ランキング等を閲覧できる。彼の叔父も情報屋を営んでいる。紫色のワイシャツにサングラスと、1年の時に比べて胡散臭い見た目をしている。紅北である栗原の外伝でも現れ、彼に目をつけている事を明かして焚きつけている。しかし紅北の伝統の真意を理解できていなかった為、最終的にはその栗原から「見る目がない」と言われている。
川上 正二（かわかみ しょうじ）
3年生で幹部の一人。1年の時は化石と呼ばれていたほどの昭和テイストで、2年経った今も昭和風のスタイル。1年の時とは服装が異なり、虎柄の柄シャツを着ている。思ったことをすぐに口にしてしまう率直なタイプのため八神との仲がうまくいっていない。三沢とは意見が合うため、よく彼に相談をしている。覚悟を決めた小野田を認め、森と共に戦った。超気合技は「コダワリの化石頭」。
葛城 元（かつらぎ げん）
3年生幹部。かつては自分のことを弱い羊と称していたが前番長の速水とのケンカ以来、吹っ切れて紅南高校を盛り立ててきた。しかし臆病な性格が表に出ることもありそのたびに自分を戒め奮い立たせている。顔立ちはイケメン。1年の時と比べて髪が長くなっている。超気合技は「剃刀キック」。
森 圭太（もり けいた）
3年生の幹部で「強敵」に「とも」とルビを振るような漢気溢れる性格。冷静沈着でよく対立する八神と川上の仲裁に入ることが多いため現在は苦労人の位置にいる。因みに字が壊滅的に汚い。1年の時に比べて体格が良くなっており、髪型もサイドを刈り上げたオールバックスタイルになっている。小野田の外伝では、がむしゃらに学校中の生徒たちをシメていく小野田に「将器を感じない」と語る。そして三沢との戦い・対話で将器を身に着けた小野田を認め、川上と共に戦った。超気合技は「ツバメ返し」。
三沢 誠司（みさわ せいじ）
他の紅南の面子より一つ年上で、留年中の3年生。すでに現3年生に幹部の地位を譲り、現在は相談役という立場に身を置いて就職活動に励んでいる。2年前は次期番長候補だったこともあり実力、信頼が厚く川上を始めとする他の不良に相談を持ちかけられることが多い。超気合技は「心臓破り」。
小野田 哲平（おのだ てっぺい）
紅南2年生。速水の強さに憧れ紅南に入学した。現3年生に尊敬の念を抱いておらずスタンドプレイに走っている。気合が入りすぎて止まらなくなり暴走してしまっている。弘田と同じ紅南二中出身であり、前作よりも体型が良くなり、肌の吹き出物も治っている。外伝ストーリーではプレイヤーとして扱える。1年から3年までの生徒たちを順番に下していくという、前作の再現ともいえるシナリオで、考えなしに番長を目指す姿勢は森に「将器がない」と呆れられる。川上に紹介された三沢に将器のなんたるかを教え込まれ、番長の座を受け継ぐ覚悟をし、幹部・八神と戦い、ついには下した。しかし八神から「真の番長」の帰還を教えられ、紅南駅前にて真の番長・速水勇太とタイマンを行う。勝利すると、あっさり番長の座を明け渡した速水に呆然するも、「誰にもやられんなよ！」と激励を受け、満腔の思いで番長の座を受け継いだ。超気合技は「気合の炎」。
立花 俊（たちばな しゅん）
紅南1年で小野田の舎弟。不良のエリート校に入学したことを盾に周囲にケンカを売りまくっているが本人はケンカが弱い。そのため自分で起こしたトラブルを収拾することができない。超気合技は「俺の先輩はすげぇんだ」。

### 紅南高校ＯＢ
前作の登場人物で紅南高校の卒業生と中退者。前作からの時の流れを感じさせてくれる漢たち。
速水 勇太（はやみ ゆうた）
前作の主人公。八神や川上とは同期。一年にして紅南をシメ、当時の紅北の番長を倒し長い因縁にケリをつけたりと数々の伝説を持つ。現在は前作のヒロインの一人だった白鳥綾乃を追いかけ渡米し、紅南高校から去っているため在籍はしていない。小野田の外伝ストーリーのラスボスとして登場する。超気合技は「アメリカン☆ドリーム」。
ちなみに、アメリカに行ったためかファッションセンスが間違った方向にアップしている。
山口 賢治（やまぐち けんじ）
通称ヤマケン。元・速水のライバル。八神や川上とは同期だが既に結婚し子持ちであり、学校を退学し現在は土方の仕事に就いている。ストーリー本編にもサプライズ登場する。家族を持って気を引き締めたその人間性は、成瀬との喧嘩に負けても燦然と輝いており、喧嘩で買ったはずの成瀬が唯一明確に負けを認めた人物である。超気合技は「無敵の蹴り」。
多胡 大輔（たご だいすけ）
通称“タコさん”。八神や川上の2年先輩。餃子の王将が好き過ぎて卒業後に就職してしまった人。現在、紅南駅前店で働いている。困ってる人間がいれば必ず相談に乗ってくれる面倒見の良い男で、今でも現役の後輩から頼りにされる存在。
諸星 総一郎（もろぼし そういちろう）
紅南二丁目に所在するクラブ「ランブルカフェ」のオーナー。紅南を中退して働いている。超気合技は「絶対回避」。
三上 広吉（みかみ ひろよし）
元紅南高校の生徒のチンピラ。茶髪に金のメッシュの入ったリーゼントが特徴的。
在学中に汚い計画に手を染めたことが阿久津や三沢の逆鱗に触れて中退し、退学後に反町と組んで川上たちを病院送りにしたが、速水に完膚なきまでに叩きのめされた。
本作では「THE OUTSIDER」に出場する格闘家として登場し、キャッチコピーは「解き放たれた 不良エリート」。
超気合技は「人間パントキック」。
菊田 真澄（きくた ますみ）
三上と同じく元紅南高校の生徒で、中退したチンピラ。坊主頭にサングラスが特徴。
退学後に反町と組んで川上たちを病院送りにしたが、速水に完膚なきまでに叩きのめされた。
本作では「THE OUTSIDER」に出場する格闘家として登場し、キャッチコピーは「紅南二丁目の伝説 ストリートの重鎮」。
超気合技は「凶気の鉄槌」。
反町 一也（そりまち かずや）
紅南高校の中退者。
在学中は「俺は阿久津さんの右腕だ」といって高いパー券を無理矢理買わせ金儲けを企む、立場が危うくなると自らの悪事を速水やヤマケンの仕業と嘯いて阿久津派の人間を利用し多胡までも利用しようとするなど卑劣で狡猾な手口で暗躍したが、三上や菊田が計画の全てを吐露したことで阿久津に真相を知られた上速水とのタイマンで敗れ、自主退学となった。
本作では「THE OUTSIDER」に出場する格闘家として登場し、キャッチコピーは「タイマン経験ゼロ疑惑 紅南のハイエナ」。
超気合技は「スタンガン?」。

### 紅北高校
前作にも登場。阿弥浜沿線の山側の終点駅にある歴史ある高校。昔から続く伝統を重んじ、年功序列を基とする不良が通う。紅北の街の過疎化で新入生に恵まれず不良の世界では落ち目の学校。紅南高校とは2年前まで長い因縁があったが、当時番長の黒岩が1年生の速水に完敗したため現在は紅南より実力は下回っている。
加納 健二（かのう けんじ）
「超」が付くほど慎重派。紅北高校3年生で現番長。生まれも育ちも紅北という生粋の紅北っ子で学校と街を愛している。一昨年前に卒業した元番長・黒岩に憧れているが自身は彼ほどの実力がなく、後輩にナメられている。超気合技は「紅北の魂（こうほくスピリッツ）」。
宇治 義明（うじ よしあき）
紅北2年。紅北高校の幹部で学校をシメることを目標としている。負けず嫌いな性格で同じ2年生の船木のことを嫌っている。威張り散らすことが好きだが自分に従うものはかわいがる兄貴肌な面を持つ。栗原に対し成瀬を連れてきて船木にとどめをさせと命じる、1年下の栗原に大人数でかかるなど船木に比べると卑怯な人物で船木曰く「ウジ虫」と呼ばれているらしい。超気合技は「無敵の肩パン」。
船木 恭一（ふなき きょういち）
紅北2年で幹部。ライバルである紅南高校を倒すという理想を持つ武闘派で同じ2年生の宇治を嫌っている。自分で行動せず周囲の人間に何かをやらせるため口だけの男に見られている。超気合技は「激痛のももかん」。
栗原 勇（くりはら いさむ）
紅北1年生。番長の加納同様に紅北で生まれ育ち、加納に憧れ入学をする。真面目で一本気な性格の持ち主で体育会系。上の言うことは絶対としながらも紅南高校との対立であまりにも不甲斐ない先輩たちに失望もしている。作中内では1年としては伸び代のある人物と扱われており、情報屋のテルにもマークされている。外伝ではプレイヤーとして扱える。いつものようにパシられていたところ、栗原に目をつけていたテルに「こんな男をパシらせるなんて、紅北は見る目がない」と焚きつけられたことで紅北の番長を目指す。紅北の生徒達を下し、順調に加納へと近づいていく栗原だが、パシられる事はなくなったが避けられるようになり、自分が行っている事に疑問を持つ。そして生徒たちが見守る中で加納を下すも誰も栗原の下に付かず、紅北はのし上がった過程を重視する事を加納に明かされた事で心を入れ替え、清々しい気持ちでパシりに戻った。未だ変わらない紅北を嘲笑したテルに対し「千葉さんは見る目がない、2年後に紅南を倒す」と宣戦布告をし、あっけにとられるテルをしり目に学校に戻っていった。超気合技は「新生・紅北の魂（しんせい・こうほくスピリッツ）」。

### 白金学院
阿弥浜沿線・鳴水浜地区にある世間知らずなセレブのお坊ちゃんやお嬢様が通う進学校。同校創立以来不良はいなかったが宇都宮を筆頭とする一部生徒がワルい振る舞いを見せるが、周りから見れば井の中の蛙に過ぎない。
宇都宮 学（うつのみや まなぶ）
学院3年生。白金学院始まって以来のワルだが、ほかの学校から見ればパシリレベルの不良。「骸」のメンバーにおごったり、パシリをすることで関係を保っている。「虎の威を借る狐」という言葉が良く似合うピッタリな男。外伝ではプレイヤーとして扱える。五味の転入によって自身の地位が脅かされると戦慄し、さらには御手洗に馴れ馴れしく話しかける姿に苛立ち、八つ当たりをした緒方から見限られた事で意気消沈する。しかし御手洗から声をかけられ、俺よりも五味の方が良いんだろうと吐き捨てたところ、宇都宮同様自分勝手で人間性は嫌いだと言われたため、自分にもチャンスがあると勘違いし、五味との決着を決意する。五味から「負けたら土下座をしてもらう」といわれたため、五味に勝利後は寝返っていた緒方を巻き込み、五味共々土下座させた。結局御手洗の好感度は上がらずじまいであった。最終的に地位も関係なく1人のダチとして自分を救ってくれた成瀬との出会いを経て成長しており、彼を助ける為、外関工業との最終決戦にも参戦している。超気合技は「メリケンパンチ」。
緒方 渉（おがた わたる）
2年生で学院内では宇都宮に次ぐNo.2の不良だがワルに憧れて調子に乗っているだけの世間知らずなお坊ちゃん。虎の威を狩る宇都宮の威を借りて威張っている。超気合技は「ぐるぐるパンチEX（エクセレント）」。
五味 智之（ごみ ともゆき）
学院3年生。父親の仕事の都合で海外留学をしていたが、最近帰国し同学院に入学したセレブ。海外での生活が長く、わがままで言いたいことをはっきりと言うためそれゆえに相手の神経を逆なでするケースが多い。鶴目の風紀委員の井出とは幼少からの友人のようで、ある場所ではタッグを組んで戦いを挑んでくる。彼も空手二段の腕を持っている。超気合技は「サンチン立ち」。

### 骸（MUKURO）
己の欲望のままに動く少年たちにより結成されたギャング集団。関成地区にある中華街の奥にアジトを構え、街の覇権を巡って抗争をくり広げる。鳴水浜へと進出してくる。
池谷 慎吾（いけたに しんご）
骸の二代目ヘッド。わがままで気まぐれ。自分の思い通りにならないと暴れ出す残虐な性格。ヘッドとしてのプライドが高く服従しない相手にはたとえワビを入れてきても徹底的に攻撃する。早坂茜に入れ込んでつきまとっているが本人からは嫌われている。関成地区の覇権を「パラダイス」と争っている。超気合技は「特殊警棒」。
片桐 一哉（かたぎり かずや）
組織やチームなどはどうでもいいと考えている骸の幹部。人を殴ることと遊ぶことが大好きで弱い奴を見つけるといじめたくなる性格。池谷とは利害が一致しているため付き合いをしている。超気合技は「秘密のワッパ」。

### パラダイス
関成地区の再開発エリアをアジトにしているチーム。来るものは拒まず、受け入れた仲間は何があっても見捨てないことを信条としている。骸とは敵対関係にあり、抗争が続いている。
名倉 祐樹（なぐら ゆうき）
パラダイスを牽引するヘッド。18歳。チームを守る気持ちから威圧的な態度となることもあるが、心根は優しい男。味方には優しいが敵には容赦が無い。初代ヘッドからパラダイスを受け継いだことを少しプレッシャーに感じている。超気合技は「人間バスケ」。
土橋 克己（どばし かつみ）
体が大きく力持ちで、豪快な喧嘩スタイルからは想像できないほどやさしい漢。17歳。殴ることも殴られることも嫌で、ゆえにケンカが嫌い。昔に体が大きかったことでいじめられ、我慢できなくなり大暴れしたことが原因で周囲に無視されたという過去を持っている。パラダイスを唯一の憩いの場としている。超気合技は「ダッシュダブルラリアット」。
堀田 翔（ほった しょう）
裏表のない明るくおどけた性格。16歳。人見知りすることもなく、誰とでも仲よくなれるため土橋をパラダイスへと誘った。ケンカが好きなわけではないが、パラダイスが大好きでいつかチームを継ぎたいと考えている。外伝ではプレイヤーとして扱える。関成地区で悪行を続ける躯に嫌気がさし、「ゴキブリ駆除（躯壊滅）」を目指し、単独で躯と戦い続ける。そんな中で、名倉の引退とパラダイス解散が宣言される。戸惑うメンバー達をしり目に、名倉から躯との決着をつけるように依頼される。ヘッドである池谷・片桐を下し、名倉へ報告をする。そこにはパラダイスの創設者である上条がいた。さらには躯の創設者である久我が訪れ、二人がかりで堀田に襲い掛かる。久我は堀田の力を認めその場を去り、上条からもパラダイス存続を喜ばれた。堀田もまた、パラダイスを背負って立つ決意を宣言した。超気合技は「ダンスステップ」。

### K.M.A（関成ミッドナイトアーミー）
鳴水浜のコンテナふ頭を拠点とするバイクチーム。硬派、武闘派でその名が通り、メンバーの個々の実力も高い。かつては関成では最強最高のチームと言われていたが、1年前に前ヘッドが事故死。次ヘッドが立つことは無く、現在の阿弥浜沿線の覇権争いには参加していない
石丸 陸 （いしまる りく）
死んだ元ヘッドの片腕的存在だった男。次期ヘッド候補と言われた程の実力と器の持ち主だが、尊敬していた元ヘッドの死によるショックと周囲への気持ち、チームの未来の狭間で悩んでおり、沈黙を保ち続けている。TAKE2の終盤では成瀬が武井を倒した為、敵を討つために再び目覚める。超気合技は「Red Zone」。
外伝ストーリーではプレイヤーキャラとして扱える。K.M.Aの再始動を宣言し、各勢力に挨拶回りがてら単独でカチコミを敢行している。
武井 将平 （たけい しょうへい）
K.M.Aの中で一番頭がキレる参謀的存在で、現K.M.AのNo.2。沈黙を続ける石丸に変わって現在のK.M.Aを動かしているが、野心は持っておらず、石丸がいつか立ちあがってくれることを信じ待っている。石丸の外伝では、武井がたたいた軽口に石丸が「誰に言ってる」と言い残して去る背中に「K.M.Aのヘッドにだよ」とモノローグで応えている。超気合技は「マックスターン」。
大須賀 竜蔵 （おおすか りゅうぞう）
K.M.A一の武闘派。明るい性格で、甲斐と仲が良く、よくつるんで走っている。キレやすく、トラブルを持ち込む事もあるが、普段は気のいい大雑把な性格。チームのムードメーカー的存在。沈黙を保ち続ける石丸を心配している。超気合技は「バーンアウト」。
甲斐 慎之介 （かい しんのすけ）
趣味は食べる事。いつも何か食べている大柄な体が印象的なK.M.Aメンバー。マイペースでわがまま故に、自分の行動が制限される事を極端に嫌う。ケンカの時はガンガン突っ込んでいく怖いもの知らず。大須賀と仲がいい。超気合技は「直線番長」。

### ヒロイン
小峰 由香（こみね ゆか）
鶴目高校・普通科の2年生、野球部のマネージャーを務める。困っている人を見過ごせない性格で世話焼き。不良だろうがスポーツマンだろうが、芯が通っていてがんばっている人物を好む。高津に憧れている。
御手洗 真子（みたらい まこ）
白金学院の2年生で生徒会委員。風紀にうるさいが頭と聞き分けはいい。不良が嫌いで汚いものを見るかのように見下している。学院の風紀を乱す宇都宮や緒方を目の敵にしている。成瀬に対しても当初は彼らと同じ感情を抱いていたが、次第にその考えを改めていく。
島谷 千春（しまたに ちはる）
紅北地区に住む17歳の女の子で、高校には通っていない。古くさい紅北の街を良く思っておらず都会に出たいと思っている。子どもっぽくわがままで他人の都合を考えない。自分のことには一生懸命に突き進むため、周囲は振り回されている。栗原の幼馴染。
弘田 麻衣（ひろた まい）
前作にも登場。花百合学院2年生。小野田とは同じ紅南二中出身。惚れっぽく強気な性格で2年前は速水に猛アタックを仕掛けていた。何度も出入りしていた為か紅南高校の内情に詳しいらしい。
早坂 茜（はやさか あかね）
装飾店でバイトしているいまどきのギャル系。年は19歳。ギャング集団「骸」のヘッド池谷に気に入られ付きまとわれて迷惑がっている。強くてかっこよくお金を持っている人物を好む。
楠 恭子 （くすのき きょうこ）
K.M.Aの死んだヘッドの元恋人。かつての恋人を忘れられず、２人で来た事のある阿弥浜の浜辺で海を眺めている。過去にとらわれることをよしと思っているわけでは無いが、割り切ることができない。

### その他
上条 敦 （かみじょう あつし）
パラダイスの初代ヘッド。TAKE2ではTHE OUTSIDERに主人公をスカウトしてくる。堀田翔編ではラスボスとして登場する。名倉から引退を相談された際、パラダイスの解散を提案している。これはかつて上条が行った事でもあり、名倉が解散したパラダイスを引き継いだものが現在のパラダイスである。躯を殲滅させていく堀田に興味を抱き、池谷らとの決着をつけた堀田の力を計った。パラダイス存続に満足し、堀田の決意を見守った。超気合技は「スーパーマンパンチ」。
「THE OUTSIDER」の格闘家でチャンピオンとして登場し、彼を倒すと武勇伝を達成できる。キャッチコピーは「パラダイス初代ヘッド 楽園の沈まぬ太陽」。
久我 庸介 （くが ようすけ）
骸の初代ヘッド。現ヘッドの池谷には今でも恐れられている。上条とともに堀田翔編のラスボスとして登場する。躯を殲滅していく堀田に目をつけ、彼が所属するパラダイスに乗り込む。そして上条と共に堀田と戦い、その実力を計った。そして躯復活を宣言し、上条との決着を約束してその場を後にした。超気合技は「静かなる衝動」。
「THE OUTSIDER」の格闘家としても登場。キャッチコピーは「最狂・骸のカリスマ 宵闇の月」。
工藤 晶久（くどう あきひさ）
前作にも登場。今作では「THE OUTSIDER」の格闘家として登場し、キャッチコピーは「紅南最強暴走族 刃華六代目総長」。超気合技は「徒歩暴走」。
真壁 弘道（まかべ ひろみち）
前作にも登場。チームは存続しているが、今作では縄張りの敵と同じ扱いになっているなど、前作と比べてチーム全体規模は大幅に弱体化している。超気合技は「ヘッドスピンキック」。
田城 昌之（たしろ まさゆき）
関成中央公園のベンチに座っておりチョコレートを渡すと換金してくれる。メンチを切ると喧嘩を仕掛けてくるが、すごく弱い。超気合技は「八方破れ」
丈二オジさん （じょうじ）
成瀬の叔父。鶴目へ引っ越してきた成瀬を迎えにやってきた。

## 小ネタ
イメージトレーニングの時は、成瀬だと丈二オジさん、高津だと矢沢、宇都宮だと緒方、栗原と小野田では立花、福永だと武藤、堀田だと土橋、石丸だと大須賀が相手になる。

## 主題歌
- テーマソング「ジャック・ナイフ」　歌：DOES